# Saw (banda sonora)
Saw: Original Motion Picture Soundtrack es la banda sonora de la película de mismo nombre, lanzada el 5 de octubre bajo el sello disquero Koch

## Canciones
1. Sturm Front Line (Bill Leeb, Rhys Fulber) – Front Line Assembly/
2. Hello, Adam – Charlie Clouser
3. Bite the Hand That Bleeds (Olde Wolbers, Herrera, Bell) – Fear Factory
4. Last I Heard – Charlie Clouser
5. Action (Troy Van Leeuwen, Jason Slater) – Enemy
6. Reverse Beartrap – Charlie Clouser
7. You Make Me Feel So Dead (Stephen Ladd Bishop, Charles Todd Conally, D Stavern) – Pitbull Daycare
8. X–Marks the Spot – Charlie Clouser
9. Wonderful World (Schmidt, Larsen) – Psychopomps
10. Cigarette – Charlie Clouser
11. We're Out of Time – Charlie Clouser
12. F**k This S**t – Charlie Clouser
13. Hello Zepp (Charlie Clouser con Page Hamilton, Danny Lohner, Chas Smith, Section) – Charlie Clouser
14. Zepp Overature (Charlie Clouser con Page Hamilton, Danny Lohner, Chas Smith, Section) – Charlie Clouser

### Original Score
1. Tape Deck - 1:47
2. Name/Clock/Play - 2:38
3. Hello, Mark - 1:39
4. Reverse Beartrap - 1:39
5. Are You Daddy? - 0:53
6. Drill & Trap - 1:00
7. X Marks - 1:05
8. Cigarette - 1:05
9. Out of Time - 1:34
10. Tapp & Zepp - 2:16
11. Fuck This Shit A - 1:54
12. Fuck This Shit B - 3:08
13. Zepp Overture - 2:40
14. The Rules - 0:33
15. Be Alright - 1:40
16. Hello Zepp - 3:02

## Extras
- La Canción de Megadeth "Die Dead Enough" se suponía que sería incluida pero no alcanzó el corte